# طريق العين السخنة - الغردقة

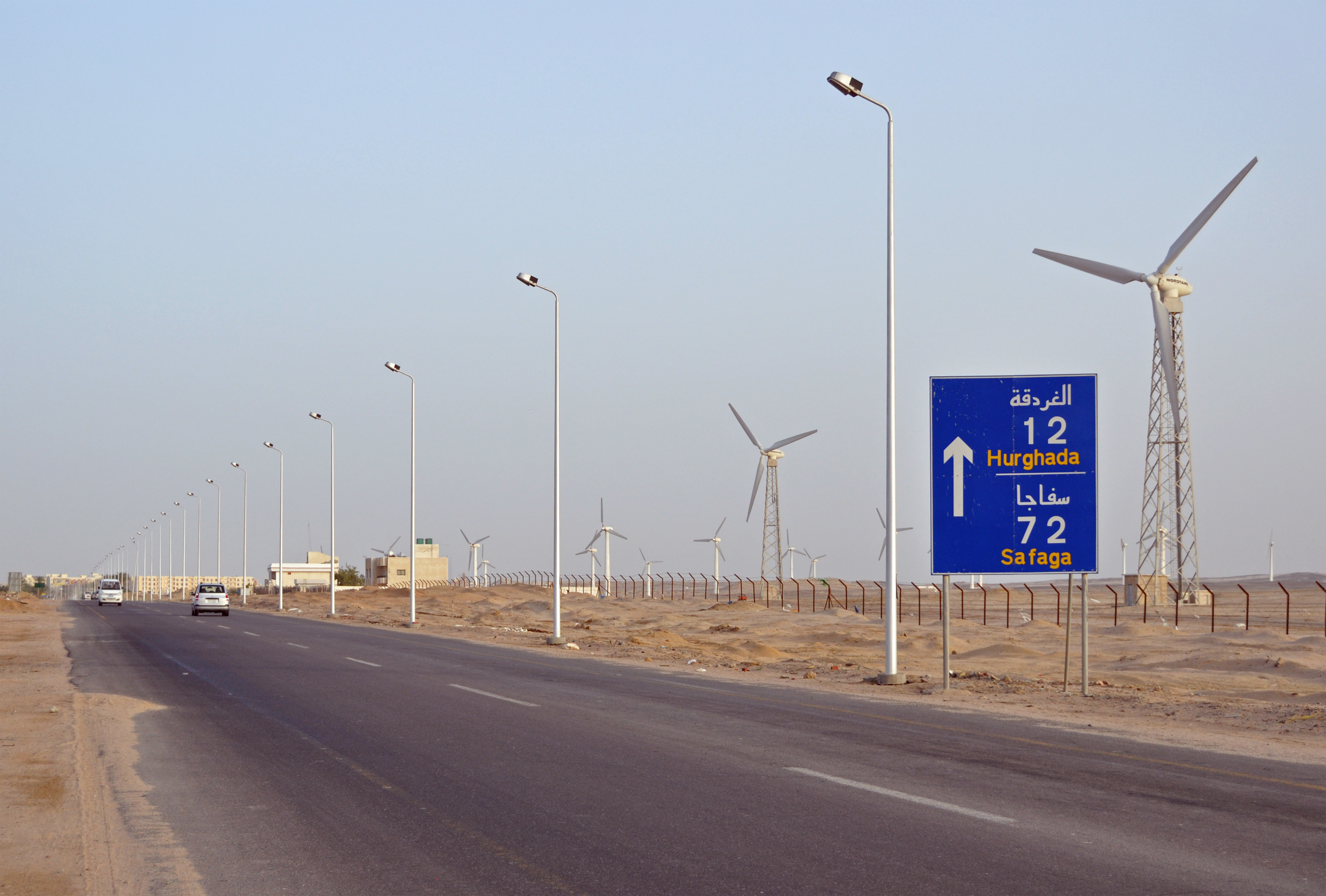
لافتة مرورية على الطريق قبالة الغردقة، وتظهر المسافة إلى سفاجة، وتوربينات الرياح.

طريق العين السخنة - الغردقة يربط الجزء الأكبر من ريفييرا البحر الأحمر، وهو الطريق الرئيسي الواصل للعاصمة القاهرة عبر طريق القطامية - العين السخنة.